# XXIII Krajowy Festiwal Piosenki Polskiej w Opolu
XXIII Krajowy Festiwal Piosenki Polskiej w Opolu odbył się 22-25 VII 1986 roku.

## Laureaci
- Grand Prix - Edyta Geppert za piosenkę "Och życie kocham cię nad życie" (W. Młynarski, W. Korcz)

- Nagroda im. Karola Musioła - Danuta Błażejczyk

- Nagroda im. Anny Jantar - Zespół "Trans Foo-Foo"

- Nagrody w konkursie "Premiery": Nie przyznano nagrody głównej

- Wyróżnienia: "Odkryjemy miłość nieznaną" (Korcz/Młynarski) w wykonaniu Alicji Majewskiej, "Wielki szary nikt" (Szeremeta/Żylińska) w wykonaniu Krystyny Prońko oraz "Rękawiczki" (Żółkoś/Wołek) w wykonaniu Joanny Zagdańskiej

- Koncert piosenki aktorskiej i kabaretowej: "To nic, że to sen" (Satanowski/Buras) w wykonaniu Edyty Geppert - nagroda główna

- Wyróżnienia: "Gram o wszystko" (Wasowski/Młynarski) w wykonaniu Ewy Bem, "Prośba o..." (Materna) w wykonaniu Konrada Materny oraz "Star-a-nie" (Filar/Rewiński) w wykonaniu Janusza Rewińskiego

- Nagrody w konkursie "Interpretacje": Piotr Machalica - nagroda główna za interpretację "Piosenki pieska pokojowego" (Klawe)

- Wyróżnienia: Ewa Bem za "Gram o wszystko", Jolanta Góralczyk za "W listopadzie", Agnieszka Kotulanka za "Przez minutę", Jacek Wójcicki za "Sekretarka", grupa Andrzeja Strzeleckiego za "Żegnaj Świecie".

- Nagrodę "Bursztynowa Patera" (ufundowana przez organizatorów festiwalu  w Rostocku) otrzymała Danuta Błażejczyk.

- Wyróżnienia za aranżację: Janusz Koman i Andrzej Marko

- Nagroda dziennikarzy - nie przyznano